# Banjole
Banjole (olaszul: Bagnole) falu Horvátországban, Isztria megyében. Közigazgatásilag Medulinhoz tartozik.

## Fekvése
Az Isztriai-félsziget déli csücskén, Póla központjától 6 km-re délkeletre, községközpontjától 7 km-re nyugatra, a Solina- és a Paltana (vagy Banjole)-öböl között fekszik. Partvidékét számos kis öböl, fenyőerdőkkel borított félsziget, természetes strand tagolja. A Paltana-öbölben jól védett természetes kikötője van.

## Története
A falu környéke már a történelem előtti időben is lakott volt. Közelében a Bumbišta-dombon bronzkori halomsírokból álló nekropolisz maradványait tárták fel. Az itt talált bronz tőr abban az időben egy hadvezér rangjele volt, mely egyben az itteni bronzkori település fontosságát is jelzi. Az Isztriát i. e. 177-ben foglalták el a rómaiak. A római uralom egy békésebb időszakot, a társadalom, a földművelés fejlődését és új lakosság betelepülését hozta magával. Ebből az időből származik a Paltana-öbölben megtalált római villa és annak a római fürdőnek a maradványa, melyről a település a nevét is kapta. A település latin neve ugyanis „Balneolum minus” volt, amely magyarul kis fürdőt jelent. A Centinera-völgyben római település nyomait találták, Rupice területén pedig római kőbánya, faragott római kőtöredékek, szarkofágok és befejezetlen oszloptöredékek kerültek elő.
A középkorban miután II. Konrád német-római császár a pólai püspökségnek adta Banjole területe a szomszédos Pomerhez tartozott. Később a pólai Jonatasi, majd a Castropola család birtoka lett. A 15. században a háborúk és fosztogatások, majd a sorozatos járványok következtében területe elnéptelenedett. 1585-ben birtokosai a közeli Pomer és Premantura területéről származó családoknak adták, hogy szántóföldjeit és legelőit megműveljék. A falunak 1880-ban 118, 1910-ben 478 lakosa volt. Az első világháború következményei nagy politikai változásokat hoztak az Isztrián. 1920-tól 1943-ig az Isztriával együtt olasz uralom alá tartozott. Az olasz kapitulációt (1943. szeptember 8.) követően az Isztria német megszállás alá került, mely 1945-ig tartott. A háborút hosszas diplomáciai harc követte Jugoszlávia és Olaszország között az Isztria birtoklásáért. Az 1947-es párizsi békekonferencia Jugoszláviának ítélte. 1991-óta a független Horvátországhoz tartozik. 2011-ben 979 lakosa volt, közülük sok az új betelepülő. Lakói főként a helyi turizmusból és a halászatból élnek, de többen a közeli Pólára és a környező településekre járnak dolgozni, ahol a turizmus és a vendéglátás területén tevékenykednek. A Cintinera-öbölben kemping is üzemel. Számos sport és rekreációs létesítménye (teniszpályák, sétautak, kerékpárutak, bérelhető vitorlások, motorcsónakok) van, népszerű a sporthorgászat. Közelében található Pomer vitorláskikötője.

## Lakosság
| Lakosság változása | Lakosság változása | Lakosság változása | Lakosság változása | Lakosság változása | Lakosság változása | Lakosság változása | Lakosság változása | Lakosság változása | Lakosság változása | Lakosság változása | Lakosság változása | Lakosság változása | Lakosság változása | Lakosság változása | Lakosság változása |
| ------------------ | ------------------ | ------------------ | ------------------ | ------------------ | ------------------ | ------------------ | ------------------ | ------------------ | ------------------ | ------------------ | ------------------ | ------------------ | ------------------ | ------------------ | ------------------ |
| 1857               | 1869               | 1880               | 1890               | 1900               | 1910               | 1921               | 1931               | 1948               | 1953               | 1961               | 1971               | 1981               | 1991               | 2001               | 2011               |
| 0                  | 0                  | 118                | 161                | 227                | 478                | 0                  | 375                | 331                | 322                | 369                | 344                | 473                | 707                | 937                | 979                |

## Nevezetességei
- A Kanalić-öbölben találhatók a három félköríves apszissal és narthex-szel épített Szent Miklós templom maradványai. A romok között két burkolt padlós kápolna maradványai is találhatók, melyeket a 7. és a 8. századra kelteznek.
- Szűz Mária a tengerek csillaga tiszteletére szentelt modern templomát 1930-ban építették.
- A Paltana-öbölben római villa és fürdő maradványai találhatók.
- Rupice, az egykori római kőbánya maradványa.
- Centinera, római település maradványai
- A közeli Fraškerić-sziget ideális merülőhely a búvárok számára.
- Banjolska noć (Banjoli-este) hagyományos Szent Jakab napi helyi fesztivál (június 26.)